# Kamāl al-Dīn al-Fārisī
 (mai 2025).
Si vous disposez d'ouvrages ou d'articles de référence ou si vous connaissez des sites web de qualité traitant du thème abordé ici, merci de compléter l'article en donnant les références utiles à sa vérifiabilité et en les liant à la section « Notes et références ».
Kamal al-Din Abu'l-Hasan Muhammad Al-Farisi (1267- v. 1320) (persan : كمالالدين ابوالحسن محمد فارسی) est un physicien, mathématicien et savant musulman persan, né à Tabriz. On lui doit deux contributions majeures à la science, sur l'optique et sur la théorie des nombres. Il est l'élève du grand astronome et mathématicien Qutb al-Din al-Shirazi, lui-même élève de Nasir ad-Din at-Tusi. Il est l'auteur du Tanqih Kitab al-Manazir (La révision du traité d’optique d’Ibn al-Haytham).

## L'optique

### Le phénomène de l'arc en ciel
Il est connu pour avoir donné la première explication mathématiquement satisfaisante de l'arc-en-ciel et une explication de la nature des couleurs qui ont réformé la théorie d'Ibn al-Haytham (Alhazen). Il a également "proposé un modèle où le rayon de lumière du soleil était réfracté deux fois par une goutte d'eau, une ou plusieurs réflexions se produisant entre les deux réfractions". Il a vérifié cela par une expérimentation approfondie en utilisant une sphère transparente remplie d'eau et une chambre noire.

### La diffraction
En poursuivant plus loin ses travaux sur l'optique, grâce à ces expériences, en étudiant le phénomène de la lumière et des couleurs, il découvre la diffraction, c'est-à-dire la déviation de la propagation rectiligne quand des obstacles ou de petits trous sont placés sur le chemin du faisceau lumineux. Ainsi que le phénomène d'interférences en évoquant la superposition des images. C'est grâce à ce phénomène, qui a permis à Al Farisi de décrire et d'expliquer les couronnes que l'on observe autour du soleil et de la lune lorsqu'on les voit à travers un léger brouillard qui peut être considérée comme un petit écran circulaire ; elles donnent donc lorsqu'elles sont éclairées par le soleil, un système d'anneaux de diffraction.

### L'optique ondulatoire
Dans sa révision de l'optique, réfutant les thèses de Alhazen sur l'analogie du schéma dynamique du mouvement adopté à la réflexion et à la réfraction, al Farisi refuse cette analogie entre le mouvement de la lumière et celui des corps (projectile) après le choc et propose que le mouvement de lumière soit analogue au son. Il découvre le concept révolutionnaire de l'ondulation optique, que Huygens reprendra plus tard dans sa critique contre Descartes. En effet la lumière émet des ondes, au cours de ses travaux, il s'est demeuré invariablement fidèle dans cette conception et s'est particulièrement affinée avec une particulière netteté. L'assimilation de la lumière au son, qui avait conduit  al Farisi à des explications si judicieuses, le pousse à admettre l'existence d'une périodicité dans le comportement de la lumière, qu'il traduit par des ondulations. Donc la lumière est vibratoire. Al Farabi raisonne : la lumière est une perturbation créée par l'oscillation des ondes. Il écrit :
"Quant à la différence des trajectoires, elle est due à la différence des milieux réfractant par rapport à la surface que nous avons décrite, et cela en fonction de la différence des deux surfaces, comme la forme des deux surface est souvent uniforme et régulière, puisque leur mouvement est selon le mouvement des vents, cela nécessite des ondulations sur leurs surfaces. Quand aux extrémités de la partie du cône du rayon de l'objet vu, qui sont dans le corps de la vapeur, se trouvent, tantôt dans deux parties concaves possédant un rythme régulier pour la sensation (la vue) tantôt dans deux parties convexes, et tantôt en opposition ; leurs mouvements d'une phase à l'autre s'opèrent selon un rythme continu (régulier). Chacune de ses extrémités revient successivement plusieurs fois ; il en résulte le mouvement déjà mentionné. Celui qui veut vérifier cela, qu'il regarde au fond d'une eau claire qui coule doucement avec un rythme d'ondulation ; qu'il peut comparer l'état de ces surfaces selon la seule surface."
C'est donc d'un point de vue ondulatoire qu'al Farisi a découvert la signification physique de la propagation des rayons lumineux, qui sera rationalisée plus tard par les auteurs de l'optique vibratoire au XVIIIe siècle. Al Farisi a su en reconnaitre l'existence, mais sans être en mesure de la qualifier physiquement. Nonobstant, la théorie ondulatoire sera définitivement formalisée qu'avec Huygens à la fin du XVIIe siècle.
Ces découvertes fut révolutionnaires dans l'histoire de l'optique physique, il systématise d'avantage la méthode scientifique inventée par son prédécesseur Alhazen, une science physico-mathématique, dit-il est primordiale pour comprendre la nature. La rationalité doit constamment être mu par l'expérience en avancent un langage mathématique. De ce fait, il rompt définitivement avec l'aristotélisme et la pensée hellénistique, ouvrant la voie à la science moderne.

## Mathématiques
Il a apporté un certain nombre de contributions importantes à la théorie des nombres. Son travail le plus impressionnant en théorie des nombres porte sur les nombres amicaux. Dans Tadhkira al-ahbab fi bayan al-tahabb ("Mémorandum pour des amis sur la preuve de l'amitié") il a introduit une nouvelle approche majeure à tout un domaine de la théorie des nombres, introduisant des idées concernant la factorisation et les méthodes combinatoires. En fait, l'approche de al-Farisi est basée sur la factorisation unique d'un entier en puissances de nombres premiers. Alors que le mathématicien grec Euclide a fait le premier pas vers l'existence de la décomposition en produit de facteurs premiers, al-Farisi a franchi le dernier pas et a énoncé pour la première fois le théorème fondamental de l'arithmétique.